# Ljugyinovói Dízelmozdonygyár
A Ljugyinovói Dízelmozdonygyár, rövidítve LTZ (oroszul: ЛТЗ – Людиновский тепловозостроительный завод [Ljugyinovszkij tyeplovozosztoityelnij zavod]) az Oroszország Kalugai területén fekvő Ljugyinovóban működő, elsősorban dízelmozdonyokat gyártó gépgyár. A mozdonyok mellett motorvonatokat és speciális közlekedési eszközöket (pl. hulladékszállító felépítmény teherautókhoz) is gyárt. A gyár jelenleg a Szinara-csoporthoz tartozik.

## Története
A mozdonygyár története a 18. század közepéig nyúlik A gyár építését 1732-ben kezdte a Gyemidov család. Az építkezés 1745-re fejeződött be. A gyár először Ljugyinovói Vasalkatrészgyár volt, ahol a zsizdrinszki vasércbányákból bányászott vasat használták.  A gyár kezdetben öntöttvas megmunkálásával foglalkozott és egyszerűbb vas alkatrészeket gyártott. 1820-tól kezdték el közlekedési és energetikai berendezéseket gyártani. Ott készítették 1841-ben az I. Miklós cárról elnevezett, Moszkvát Szentpétervárral összekötő Nyikolajev-vasútvonal első sínjeit. A gyár úttörő szerepet játszott az oroszországi gőzhajózásban is, ott készítették az első orosz gőzhajókat is, melyekkel megindult a gőzhajózás a Volgán, a Dnyeperen és a Gyesznán.
A gyár a 19. század második felétől Oroszország egyik legfontosabb gőzmozdonygyártójává vált.
1870-ben a ljugyinovói gyárban építették meg az első oroszországi keskeny nyomtávolságú gőzmozdonyt, melyet ezt követően 11 évig gyártottak. A mozdonygyártás mellett jelentős volt a mezőgazdasági berendezések előállítása is, a gyár cséplőgépeket, mezőgazdasági gőzgépeket, malomipari berendezéseket, de kazánokat is készített.
Az 1930-as években jelentősen felfuttatták a gőzgépek gyártását. A GOELRO-terv keretében a gyár 22 ezer gőzgépet gyártott, melyekkel az ország ipari területektől távol eső vidékeinek áramellátására generátorokat működtettek.
A második világháború idején a gyárat evakuálták, az Urál mögé, a Szamarai területen fekvő Szizranyba telepítették. Az odaszállított berendezésekkel hozták létre a Szizranyi Gőzgépgyárat (napjainkban Tyazsmas). A gyár 1944-ben tért vissza Ljugyinovóba. 1945-ben indult be újra a termelés, kezdetben a Szizranyban is gyártott mezőgazdasági gőzgépeket készítette a gyár.
A gyár 1957-ben állt át a dízelmozdonyok gyártására, ekkor nevezték át Ljugyinovói Dízelmozdonygyárra. Ott gyártották a Szahalini vasutak részére az 1067 mm nyomtávolságú TG16 és TG22 dízelmozdonyokat. Több kísérleti típus is készült ott, így pl. az 1970-es évek végén a TEM12 kísérleti dízelmozdony. Fő gyártmányai napjainkban az oroszországi széles nyomtávolságú vonalakra tervezett TGM4 és TGM6D hidraulikus erőátvitelű tolató dízelmozdonyok, valamint a dízel-elektromos hajtású TEM7A és TEM9 tolatómozdonyok.